# Phyllomyza rubricornis
Phyllomyza rubricornis är en tvåvingeart som beskrevs av Schmitz 1923. Phyllomyza rubricornis ingår i släktet Phyllomyza och familjen sprickflugor. Inga underarter finns listade i Catalogue of Life.